# Frank Shorter

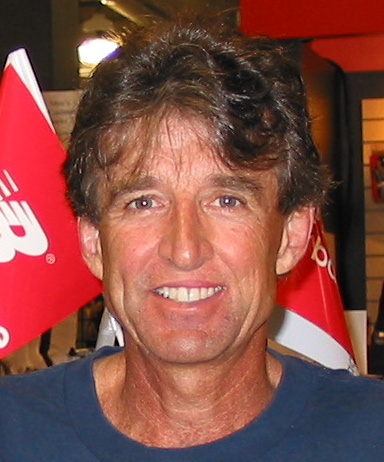
Frank Shorter, 2002

Frank Shorter (* 31. Oktober 1947 in München) ist ein ehemaliger US-amerikanischer Langstreckenläufer und Olympiasieger.
Shorter war der dominierende Marathonläufer der frühen 1970er Jahre und gewann von 1970 bis 1973 viermal in Folge den Fukuoka-Marathon. Beim Marathonlauf der Olympischen Spiele 1972 in seiner Geburtsstadt München setzte er sich schon auf der ersten Streckenhälfte vom Rest des Feldes ab und gewann mit über zwei Minuten Vorsprung die Goldmedaille.
Bei seinem Zieleinlauf stahl ihm ein Schüler die Show, der mit selbstgemalter Startnummer die Absperrungen überwand und kurz vor ihm ins Stadion einlief, wo er von den Zuschauern zunächst für den führenden Läufer gehalten wurde, bis ihn die Sicherheitskräfte zu dem Zeitpunkt abführten, als Shorter ins Stadion einlief. Damit lief Shorter wie die beiden anderen US-amerikanischen Olympiasieger im Marathonlauf nicht als erster Läufer in das Stadion und siegte doch.
Bei den Olympischen Spielen 1976 in Montreal musste sich Shorter nur Waldemar Cierpinski geschlagen geben und gewann die Silbermedaille. Im Rahmen der Aufarbeitung des staatlichen Dopings in der DDR ergab sich, dass Cierpinski gedopt wurde. Shorter erwog daher eine Klage wegen der ihm entgangenen Goldmedaille.